# Twin Lake
Twin Lake es un lugar designado por el censo ubicado en el condado de Muskegon en el estado estadounidense de Míchigan. En el Censo de 2010 tenía una población de 1720 habitantes y una densidad poblacional de 226,89 personas por km².

## Geografía
Twin Lake se encuentra ubicado en las coordenadas 43°22′24″N 86°10′56″O / 43.37333, -86.18222. Según la Oficina del Censo de los Estados Unidos, Twin Lake tiene una superficie total de 7.58 km², de la cual 6.14 km² corresponden a tierra firme y (19.03%) 1.44 km² es agua.

## Demografía
Según el censo de 2010, había 1720 personas residiendo en Twin Lake. La densidad de población era de 226,89 hab./km². De los 1720 habitantes, Twin Lake estaba compuesto por el 94.36% blancos, el 1.05% eran afroamericanos, el 1.22% eran amerindios, el 0.41% eran asiáticos, el 0% eran isleños del Pacífico, el 1.28% eran de otras razas y el 1.69% pertenecían a dos o más razas. Del total de la población el 2.62% eran hispanos o latinos de cualquier raza.